# Heteronormativitet
Heteronormativitet er en social norm og institutionaliseret antagelse, der går på, at alle mennesker i udgangspunktet er heteroseksuelle og at afvigelser herfra er unormale og tillærte. Derigennem marginaliseres alle ikke-heteroseksuelle livsformer. Heteronormativiteten indebærer samtidig, at alle mennesker falder ind under to fuldstændigt adskilte kategorier; mand og kvinde, at den eneste normale samlivsform er mellem to mennesker af modsat køn og at hvert køn har særlige naturgivne roller i tilværelsen.
Udtrykket kom frem i den offentlige debat i Danmark i 10'erne af især blandt 4.-bølge feminister.
De fleste kulturer er stadig baseret på den heteronormative antagelse.  
Modsætningen, homonormativitet, ses primært i homomiljøet.
Begrebet heteronormativitet blev udviklet af Michael Warner i et af de første værker inden for queerteori.